# Gustav-Adolf-Kirche (Hüttenfeld)

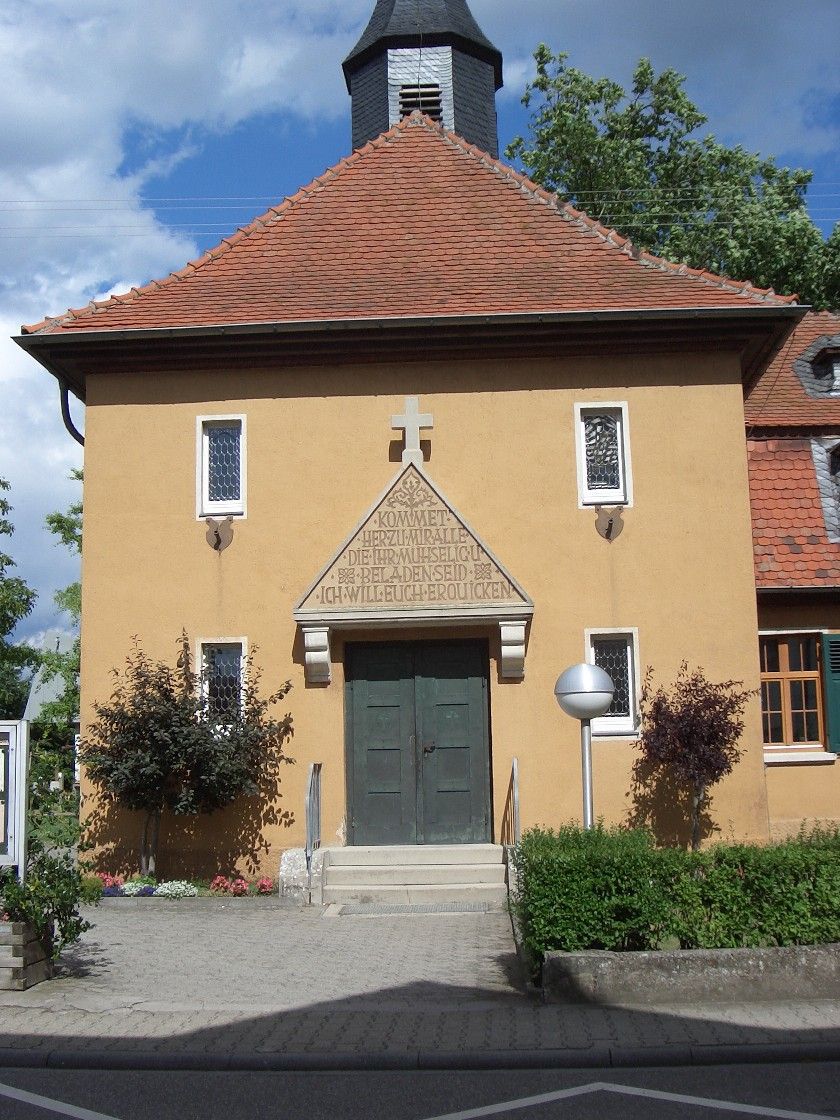
Gustav-Adolf-Kirche (Hüttenfeld)

Die evangelische Gustav-Adolf-Kirche ist ein denkmalgeschütztes Kirchengebäude, das in Hüttenfeld, einem Stadtteil von Lampertheim im Landkreis Bergstraße in Hessen steht. Die Kirchengemeinde gehört zum Dekanat Bergstraße in der Propstei Starkenburg der Evangelischen Kirche in Hessen und Nassau.

## Beschreibung
Der  Grundstein der Saalkirche wurde am 25. Oktober 1924 gelegt, eingeweiht wurde sie am 12. Juli 1925. Sie wurde mit Unterstützung des Gustav-Adolf-Werks gebaut. Seitlich nach Süden an das Kirchenschiff besteht ein mit einem Mansarddach bedeckter Anbau für die Kinderschule und die Schwesternwohnung. Aus dem Walmdach des Kirchenschiffs erhebt sich in der Mitte des Dachfirstes ein achteckiger, schiefergedeckter Dachreiter, der den Glockenstuhl beherbergt, in dem drei Kirchenglocken von 1953 hängen. Die ursprünglichen Glocken wurden im Zweiten Weltkrieg eingeschmolzen. Über dem Portal im Westen befindet sich auf Konsolen ein Dreiecksgiebel, dessen biblische Inschrift aus Mt 11,28  das Gebäude als Kirche ausweist. 
Der Innenraum ist mit einer Kassettendecke überspannt. Das Kirchenschiff ist mit einem Chorbogen vom Chor getrennt. Seitlich vor ihm steht die Kanzel. Hinter dem Altar steht die Orgel von 1980.